# محمد حسين (لاعب كرة سلة)
محمد حسين (3 مارس 1990 بالكويت - ) هو لاعب كرة سلة أردني في مركز الوسط، شارك في بطولة كأس العالم لكرة السلة 2010 وبطولة أمم آسيا لكرة السلة 2011 وبطولة أمم آسيا لكرة السلة 2013 وبطولة أمم آسيا لكرة السلة 2015 ‏. ولعب مع Zain ‏.

## وصلات خارجية
- محمد حسين على موقع الاتحاد الدولي لكرة السلة (الإنجليزية)
- محمد حسين على موقع كرة السلة الأوروبية.كوم (الإنجليزية)
- محمد حسين على موقع ريلجم (الإنجليزية)
- محمد حسين على موقع بروبوليرز (الإنجليزية)
- محمد حسين على موقع سبورتس رفرنس (الإنجليزية)